# Albert H. Walenta
Albert Heinrich Walenta (* 2. Oktober 1943 in Naugard, Provinz Pommern) ist ein deutscher Physiker und emeritierter Hochschullehrer in Siegen.

## Leben
Albert H. Walenta, Sohn des Richters Helmut Walenta und dessen Ehefrau Käthe Walenta, geborene Genz, studierte von 1963 bis 1969 Physik in Berlin (Freie Universität Berlin) und (ab 1967) in Heidelberg, wo er 1969 sein Diplom erhielt. Er war bis 1976 wissenschaftlicher Mitarbeiter (Assistent) am Physikalischen Institut der Universität Heidelberg. 1968 heiratete er Nicole Julien. Aus der Ehe gingen die Kinder Frank und Katrin hervor. Albert Walenta wurde 1972 mit seiner Dissertation Lokalisierung von Teilchenspuren durch Messung der Elektronendriftzeit in großflächigen Proportionalzählern promoviert und habilitierte sich 1975. Er war von 1976 bis 1981 als „Visiting and Full Scientist“ am Brookhaven National Laboratory in Upton (New York) und wurde 1981 zum Professor für Physik an der Universität-Gesamthochschule Siegen ernannt, wo er vor allem auf dem Gebiet der Experimentalphysik tätig war. Walenta war von 1997 bis 2002 Rektor der Universität Siegen. Walenta war vom 1. Januar 2000 bis 31. Dezember 2003 Vorstandsmitglied des Deutschen Akademischen Austauschdienstes.
Vom 1. April 2001 bis 31. März 2004 leitete er das Projekt „Physik 2000 – Neue Medien im Universitätsverbund für ein forschungsorientiertes Studium der Physik unter Berücksichtigung moderner Anwendungsfelder und Einbeziehung eines selbstergänzenden digitalen Informationssystems“, welches vom BMBF mit einer Fördersumme von über 2,8 Millionen Euro ausgestattet wurde und an dem 6 Universitäten teilnahmen.
Walenta ist Plenumsmitglied im Forschungszentrum Jülich in der Helmholtz-Gemeinschaft und seit 1999 Vorsitzender des Gremiums für „Geräteausstattung, Innovationen und Entwicklung“ des International Committee for Future Accelerators (deutsch: Internationales Komitee für künftige Beschleuniger), einer Abteilung von IUPAP (Stand 2005).
2012 wurde Walenta von der Universität Siegen mit einem Festkolloquium in den Ruhestand verabschiedet.

## Leistungen
Er wurde 1973 mit dem Physikpreis der Deutschen Physikalischen Gesellschaft für die Entwicklung der Vieldrahtdriftkammer ausgezeichnet. Während seiner Zeit in den USA arbeitete er an der Entwicklung von abbildenden Detektoren für biomedizinische Anwendungen. In Siegen setzte er diese Arbeiten fort und arbeitete auch an Projekten bei CERN und DESY mit. Für diese Arbeiten wurde er 1986 mit dem Leibnizpreis für die Entwicklung und den Einsatz elektronischer ortsauflösender Detektoren in bio-medizinischen und materialwissenschaftlichen Anwendungen ausgezeichnet.

## Auszeichnungen
- Gustav-Hertz-Preis, Deutsche Physikalische Gesellschaft, 1973
- Gottfried-Wilhelm-Leibniz-Preis, Deutsche Forschungsgemeinschaft, 1986